# دریاچه کاراکوکا
دریاچه کاراکوکا (به اسپانیایی: Lake Caracocha) یک دریاچه در پرو است که در منطقه اوئانکاولیکا واقع شده‌است.